# La Danseuse de Mao
Pour les articles homonymes, voir Mao.
La Danseuse de Mao, dont le titre original est The Mao Case, est un roman policier américain de l'auteur sino-américain Qiu Xiaolong paru en 2008. 
Les frasques sexuelles du président Mao Zedong sont au cœur de l'enquête de l'inspecteur Chen Cao.

## Résumé
Avec le sixième roman de Qiu Xiaolong, l'inspecteur Chen Cao enquête dans le milieu du Parti communiste chinois et sur la vie privée de Mao Zedong.
Après le succès du livre de Li Zhisui, médecin personnel du Grand Timonier, la direction du Parti redoute un nouveau scandale quand la petite fille de Shang Yunguan, une ancienne maîtresse de Mao, s'enrichit rapidement. Chen Cao doit alors enquêter avec discrétion.
Shang Yunguan « se suicide » en se défenestrant du cinquième étage de son appartement au début de la Révolution culturelle. Puis sa fille Quian décède dans un accident. Jiao, petite fille de Shang, reste alors seule. Par ailleurs, Jiang Qing, la quatrième femme de Mao, a profité de la Révolution culturelle pour éliminer des rivales. C'est quand Jiao devient soudainement riche, que le régime communiste s'inquiète. Détient elle un document compromettant ou prépare-t-elle un nouveau livre de révélations sur Mao?
L'objectif de l'inspecteur Chen Cao n'est pas de mettre à jour la vérité mais de montrer la « vérité officielle, celle qui pourra satisfaire les autorités sans compromettre sa propre carrière ». Il fait en sorte néanmoins de rester intègre dans cette société corrompue, où le luxe des nouveaux riches s'affichent sans retenue, et les intérêts des milieux politiques sont proches de ceux des triades mafieuses. Chen enquêtera avec discrétion dans cette « affaire où vrai et faux Mao se croisent en trompant leur monde ». Lors de l'enquête, l'inspecteur Chen retrouve des témoins de la Révolution culturelle, ces derniers évoquent « les humiliations, les séances d'autocritique, les nobles dépouillés de tous leurs biens, les secrets qu'il fallait taire : un professeur fut tué pour avoir laissé entendre - à bon droit - que Mao fut un moment bigame ».

## Présentation de l'auteur
Pour Qiu Xiaolong, ce livre évoque la vie privée du Président Mao Zedong. Il s'appuie sur des sources et des documents officiels vérifiables. Mao Zedong a bien été bigame à une certaine période de sa vie.
L'ouvrage est dédié au peuple chinois qui a souffert sous Mao Zedong.

## Adaptation en BD
La Danseuse de Mao  est une adaptation du roman, en bande dessinée avec un scénario d’Olivier Richerd, des dessins de Hza Bazant. Elle est publiée aux éditions Pika Graphic. Pour le journaliste Bernard Monasterolo du quotidien Le Monde : « la force incroyable de ce récit inspiré de faits réels en font un document graphique haletant. ».